# Cmentarz osadników szkockich w Jadowie
Cmentarz osadników szkockich w Jadowie lub cmentarz szkocki w Jadowie – nieczynny cmentarz w gminie Jadów w powiecie wołomińskim, w województwie mazowieckim.

## Historia
Cmentarz był miejscem spoczynku osadników szkockich przybyłych do Jadowa w XIX wieku. 
Cmentarz znajduje się na terenie nadleśnictwa Łochów. W 2020 roku Jadowskie Stowarzyszenie Historyczne zainicjowało działania na rzecz przywrócenia pamięci o dawnych osadnikach szkockich w Jadowie oraz działania na rzecz uporządkowania i zabezpieczenia cmentarza. Efektem działań było odnalezienie granic cmentarza, zabezpieczenie elementów sztuki cmentarnej w tym zachowanego nagrobka. W 2021 przy okazji organizacji Szkockiego Wieczoru w Jadowie na cmentarzu umieszczono tablicę informacyjną, zaprojektowaną przez Stowarzyszenie. Za działania na rzecz przywrócenia pamięci o szkockich osadnikach Jadowskie Stowarzyszenie Historyczne wraz z wójtem gminy Jadów zostali wyróżnieni tytułem Super Samorząd 2021.